# Tågläge
Tågläge är en önskad trafikering med ett tåg. I järnvägslagen (4§) i Sverige definieras begreppet enligt följande: "Den infrastrukturkapacitet som, enligt vad som anges i en tågplan, får tas i anspråk för att framföra järnvägsfordon, utom arbetsfordon, från en plats till en annan under en viss tidsperiod".
En tågoperatör som önskar boka plats för ett tåg i Sverige begär ett tågläge hos Trafikverket. I ansökan anges veckodag, avgångsstation, ankomststation, klockslag och när trafiken ska starta/upphöra. Trafikverket försöker sedan planera in tåget med hänsyn till övriga tåglägen på sträckan och de prioriteringsregler som gäller.
Trafikverket tar sedan ut ett tågnummer (ur en serie avsedd för operatören) och lägger in turen i sina grafiska tidsplaner över de sträckor som tåget går.
Tåglägen är egentligen den produkt som Trafikverket säljer. Trafikverket erbjuder olika tåglägesprodukter som definierar den servicenivå som ett tågläge får. Den högsta klassen är pendeltåg där förseningar får stora konsekvenser för passagerarna (de är ofta på väg till arbetet). En banas kapacitet uttrycks ibland som det antal tåglägen som den möjliggör.
En del banor har brist på tåglägen. På en enkelspårig järnväg kan man höja antal tåglägen genom att ha fler möten. Man har helst inte mer är 2 tåglägen per timme och riktning på enkelspår, och då möter varje tåg ett annat tåg varje kvart. En försening orsakar lätt försening på varje mötande tåg, vilket sprider sig tillbaka till den första riktningen vid tät enkelspårstrafik. På en dubbelspårig järnväg kan man ha betydligt fler tåglägen. Man kan höja antal tåglägen genom att sänka farten på de snabbaste tågen. Flest antal tåglägen på en järnväg i Sverige finns norr och söder om Stockholm C. Söder om Stockholm C är det bara dubbelspår och alla tåg får gå i samma hastighet, 80 km/h, och det finns där 28 tåglägen per riktning och timme. Jämför med en hårt trafikerad landsväg, där en Ferrari inte kan köra fortare än en lastbil.
Vid förseningar så att ett tåg missar sitt tågläge, får trafikledningen improvisera in tåget vid en ny tidpunkt. Numera prioriteras åtminstone i Sverige sena tåg lägre än dem som är i tid för att inte höja antal sena tåg.